# Junioreuropamästerskapen i öppet vatten-simning 2025
Junioreuropamästerskapen i öppet vatten-simning 2025 arrangerades mellan den 19 och 21 juni 2025 i Setúbal i Portugal. Det var den 22:a upplagan av junioreuropamästerskapen i öppet vatten-simning.
Mästerskapet bestod av 10 grenar. Både damer och herrar tävlade enligt följande åldersklasser: 5 km för åldern 14–15 år, 7,5 km för åldern 16–17 år och 10 km för åldern 18–19 år samt 3 km knockout. Det fanns dessutom två mixade lagtävlingar, en i U16-klass och en i U19-klass.

## Medaljörer

### Herrar
| Gren          | Guld                             | Guld       | Silver                                        | Silver     | Brons                         | Brons      |
| 5 km          | Nikolaos Kakoulakis Grekland     | 54.11,16   | Kaan Karadayı Turkiet                         | 54.14,33   | Tymoteusz Wiszniowski Polen   | 54.20,01   |
| 7,5 km        | Konstantinos Chourdakis Grekland | 1:28.29,24 | Lev Spanopulo Individuella neutrala idrottare | 1:28.29,52 | Zsigmond Pittlik Ungern       | 1:28.30,68 |
| 10 km         | Émile Mesmacque Frankrike        | 1:55.23,61 | Hunor Kovács-Seres Ungern                     | 1:55.27,26 | Ethan Parker Frankrike        | 1:55.27,66 |
| 3 km Knockout | Émile Mesmacque Frankrike        | 6.08,06    | Arne Schubert Tyskland                        | 6.08,54    | Vasileios Kakoulakis Grekland | 6.08,54    |

### Damer
| Gren          | Guld                       | Guld       | Silver                      | Silver     | Brons                                              | Brons      |
| 5 km          | Su Inal Turkiet            | 56.55,23   | Rosalie Mesmacque Frankrike | 56.57,19   | Anna Bartalos Ungern                               | 56.57,31   |
| 7,5 km        | Napsugár Nagy Ungern       | 1:35.15,69 | Ginevra Bagaglini Italien   | 1:35.15,80 | Varvara Kharchenko Individuella neutrala idrottare | 1:35.16,35 |
| 10 km         | Lou-Ann Gaudaire Frankrike | 2:09.01,48 | Viola Giraudo Italien       | 2:09.02,17 | Vivien Nett Ungern                                 | 2:09.09,19 |
| 3 km Knockout | Lou-Ann Gaudaire Frankrike | 6.44,87    | Anna Bartalos Ungern        | 6.50,49    | Polina Koziakina Individuella neutrala idrottare   | 6.52,56    |

### Mixed
| Gren                          | Guld                                                                    | Guld       | Silver                                                                    | Silver     | Brons                                                               | Brons      |
| Lagtävling, 4 × 1,25 km (U16) | Ungern Boróka Kertész Anna Bartalos Martón Huszti Bálint Kreisz         | 1:15.15,27 | Polen Iga Polak Aleksandra Kuczmar Mieszko Nowacki Fabian Aniszewski      | 1:15.25,37 | Spanien Alba Rubio Carlota del Río Alan Mateo Yerai Amado           | 1:15.34,07 |
| Lagtävling, 4 × 1,25 km (U19) | Italien Rebecca Rimoldi Viola Giraudo Davide Grossi Giovanni Lauricella | 1:07.45,66 | Frankrike Rosalie Mesmacque Lou-Ann Gaudaire Ethan Parker Émile Mesmacque | 1:07.45,73 | Ungern Vivien Nett Napsugár Nagy Dániel Poteczin Hunor Kovács-Seres | 1:07.45,74 |

## Medaljtabell
*   Värdland ( Portugal)
| Nr                  | Nation                          | Guld | Silver | Brons | Totalt |
| ------------------- | ------------------------------- | ---- | ------ | ----- | ------ |
| 1                   | Frankrike                       | 4    | 2      | 1     | 7      |
| 2                   | Ungern                          | 2    | 2      | 4     | 8      |
| 3                   | Grekland                        | 2    | 0      | 1     | 3      |
| 4                   | Italien                         | 1    | 2      | 0     | 3      |
| 5                   | Turkiet                         | 1    | 1      | 0     | 2      |
| –                   | Individuella neutrala idrottare | 0    | 1      | 2     | 3      |
| 6                   | Polen                           | 0    | 1      | 1     | 2      |
| 7                   | Tyskland                        | 0    | 1      | 0     | 1      |
| 8                   | Spanien                         | 0    | 0      | 1     | 1      |
| Totalt (8 nationer) | Totalt (8 nationer)             | 10   | 10     | 10    | 30     |